# Sciophila longistyla
Sciophila longistyla är en tvåvingeart som beskrevs av Soli 1997. Sciophila longistyla ingår i släktet Sciophila och familjen svampmyggor. Inga underarter finns listade i Catalogue of Life.